# John Glascock

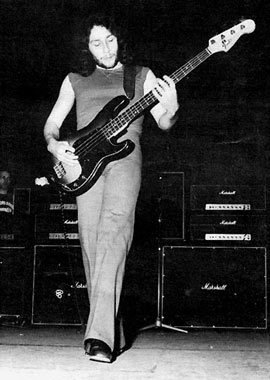
John Glascock

John Glascock (* 2. Mai 1951 in Islington, Vereinigtes Königreich; † 17. November 1979 in London) war von 1975 bis 1979 Bassist der britischen Rockgruppe Jethro Tull.

## Leben
Bevor John Glascock im Jahr 1975 als Bassist bei der britischen Rockgruppe Jethro Tull einstieg, spielte er bereits auf acht Alben mit diversen anderen Musikgruppen. Seine musikalische Karriere begann im Jahr 1962 bei The Juniors (bis 1964), gemeinsam mit seinem Bruder Brian und dem späteren Rolling-Stones-Gitarristen Mick Taylor.
Weitere Stationen seiner Karriere vor Jethro Tull waren The Gods (1965 bis 1969 mit Ken Hensley und Lee Kerslake), Head Machine (1970), Toe Fat (1969–1970 mit Cliff Bennett) und Chicken Shack (1970 bis 1972).
Von 1973 bis 1975 spielte er, erneut gemeinsam mit seinem Bruder, bei Carmen, einer innovativen Flamenco-Rock-Band aus Los Angeles. Bei einem Engagement von Carmen als Vorgruppe für die War-Child-Tour von Jethro Tull lernten sich John Glascock und Jethro-Tull-Frontman Ian Anderson kennen. Carmen löste sich im Jahr 1975 auf, nachdem die Band finanzielle Probleme und keinen Plattenvertrag mehr hatte und ein Engagement als Vorgruppe der Rolling Stones kurzfristig abgesagt worden war. Außerdem hatte sich der Schlagzeuger der Gruppe bei einem Sturz von einem Pferd schwer verletzt.
Nachdem Glascock für mehrere Monate arbeitslos gewesen war, erhielt er eine Einladung von Ian Anderson, den sich anderen Projekten zuwendenden bisherigen Jethro-Tull-Bassisten Jeffrey Hammond-Hammond zu ersetzen.
Während der Heavy-Horses-Tour der Gruppe erkrankte er schwer, als eine Zahnerkrankung sein Herz schädigte, das durch einen von seinem Vater ererbten Herzklappenfehler bereits vorbelastet war. Eine Operation, bei der die defekte Herzklappe ersetzt wurde, brachte nicht die erhoffte Besserung, und nachdem er bereits im Jahr 1978 nicht mehr alle Auftritte der aktuellen Tour bestreiten konnte, stand er am 1. Mai 1979 zum letzten Mal für Jethro Tull auf der Bühne.
Während der Aufnahmen zum Album Stormwatch verschlechterte sich sein Zustand zusehends, und John war gezwungen, die Gruppe zu verlassen. Sein Nachfolger wurde Dave Pegg.
Nachdem sein Körper die neue Herzklappe schließlich abgestoßen hatte, starb John Glascock am 17. November 1979 in London.

## Sonstiges
- Obwohl John Glascock Linkshänder war, spielte er einen Rechtshänder-Bass.[1]
- Glascock war bekannt für seine originellen Bühnen-Outfits, die er in der Regel selber geschneidert hatte.[1]
- Er war eng befreundet mit dem langjährigen Jethro-Tull-Schlagzeuger Barriemore Barlow.

## Diskografie

### Vor Jethro Tull
- The Gods – Genesis (1968)
- The Gods – To Samuel a Son (1968)
- Toe Fat – Toe Fat (1970)
- Head Machine – Orgasm (1970)
- Chicken Shack – Imagination Lady (1972)
- Carmen – Fandangos in Space (1973)
- Carmen – Dancing on a Cold Wind (1974)
- Carmen – The Gypsies (1975)
- The Gods – The Gods Featuring Ken Hensley (1976)

### Mit Jethro Tull
- Too Old to Rock ’n’ Roll: Too Young to Die! (1976), Platz 13 in Großbritannien
- Songs from the Wood (1977), Platz 20 in Großbritannien
- Heavy Horses (1978), Platz 17 in Großbritannien
- Live – Bursting Out (1978) (live) (2 LP), Platz 17 in Großbritannien
- Stormwatch (1979), Platz 25 in Großbritannien

### Als Gastmusiker
- Maddy Prior – Woman In The Wings (1978)
- Richard Digance – Commercial Road (1980)